# Lietavská Svinná-Babkov
Lietavská Svinná-Babkov (in ungherese Litvaszinye-Babkó) è un comune della Slovacchia facente parte del distretto di Žilina, nella regione omonima.